# Osdaroides metallicus
Osdaroides metallicus là một loài bọ cánh cứng trong họ Tenebrionidae. Loài này được Zoltán Kaszab miêu tả khoa học năm 1980.